# Mezapa (ort i Atlántida, lat 15,58, long -87,65)
Mezapa är en ort i Honduras.   Den ligger i departementet Atlántida, i den nordvästra delen av landet, 170 km norr om huvudstaden Tegucigalpa. Mezapa ligger 154 meter över havet och antalet invånare är 6 324.
Terrängen runt Mezapa är varierad, och sluttar västerut. Runt Mezapa är det ganska glesbefolkat, med 32 invånare per kvadratkilometer. Mezapa är det största samhället i trakten. 